# Brits zonevoetbalkampioenschap
Het Brits zonevoetbalkampioenschap is de verzamelnaam voor het Duitse competitievoetbal in de Britse bezettingszone in Duitsland direct na de Tweede Wereldoorlog.
In tegenstelling tot in de Franse en Amerikaanse zone, waar direct al gespeeld werd in Oberliga's, liet het Britse militaire bewind in Noord- en West-Duitsland alleen voetbalcompetities op bezirksniveau toe. Hierdoor werd er in regionale competities gespeeld (Bezirksmeisterschaft of Bezirksmeisterschaftsliga genoemd). In het eerste jaar verbood de Britse bezetter zelfs om eindrondes te spelen en werden enkel regionale competities afgewerkt. In 1947 kwam er een nieuwe georganiseerde competitie met de Oberliga Nord en Oberliga West, echter werd dat jaar wel nog een eindronde gespeeld voor de algemene titel van de Britse zone.

## Overzicht
- 1945/46 Geen eindronde
- 1946/47 Hamburger SV
- 1947/48 Hamburger SV

1945/46 · 1946/47 · 1947/48